# وينستون تشوو
وينستون تشوو (بالصينية: 朱维良؛ بالإنجليزية: Winston Choo) هو دبلوماسي سنغافوري، ولد في 18 يوليو 1941 في سنغافورة.